# Dick Turpin

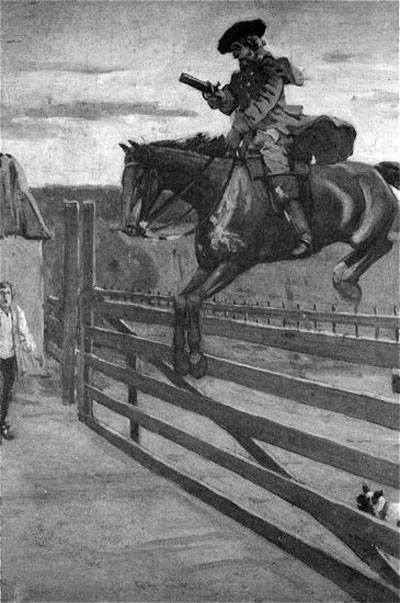
Richard Turpin in einer Darstellung aus dem Jahr 1849

Richard Turpin (* 21. September 1705; † 7. April 1739) war ein englischer Straßenräuber und Viehdieb im Epping Forest. Er wurde wegen Pferdediebstahls in York gehängt. Sein Leben dient als Vorbild für die fiktive Gestalt Dick Turpin in verschiedenen Werken der Literatur, Musik und des Theater- und Filmschaffens.

## Handlung
Die meisten Geschichten spielen im England des 18. Jahrhunderts. Dort lebt der Bürger Richard Dick Turpin (Dick ist die englische Kurzform von Richard). Nachdem er durch die Obrigkeit betrogen wird und von der Justiz keine Hilfe erhält, wird er zum Rächer in eigener Sache und zum Kämpfer gegen die Ungerechtigkeit gegenüber anderen Bürgern. Dabei fungiert er häufig in Doppelrollen als normaler Bürger und als Straßenräuber. Die Geschichten basieren neben den Schilderungen von Kämpfen auch auf Späßen, Tricks und Täuschungen.

## Verfilmungen
- The Adventures of Dick Turpin: The King of Highwaymen, britischer Film, 1912
- His Majesty Dick Turpin, US-amerikanischer Film, 1916
- Dick Turpin, US-amerikanischer Film, 1925
- Dick Turpin, US-amerikanischer Film, 1932, spanischsprachiges Remake von 1925 (El caballero de la noche)
- Dick Turpin, britischer Film, 1933
- Der nächtliche Reiter, US-amerikanischer Film, 1951
- Dick Turpin: Highwayman, britischer Film, 1956
- The Legend of Young Dick Turpin, US-amerikanischer Fernsehfilm, 1964
- Dick Turpin, spanischer Film, 1974
- Mach’ weiter, Dick!, britischer Film, 1974
- (Die Abenteuer des) Dick Turpin, britische TV-Serie, 1979–1982
- The Real Dick Turpin, britische TV-Serie, 2007
- Horrible Histories Songs – Dick Turpin Musikvideo der CBBC im Rahmen der Horrible-History-Serie
- Die frei erfundenen Abenteuer von Dick Turpin, britische TV-Serie, 2024

## Musik
Das Musical Dick Turpin wurde vom Komponisten Nigel Brooks verfasst. Robert Bowman schrieb als Autor die Dialoge und Liedtexte.
Dick Turpin stand Pate für den No.1 Hit Stand and deliver von Adam and the Ants (1981).
Im mehrfach zensierten Anti-Lockdown-Song Stand and deliver von Eric Clapton, geschrieben von Van Morrison, (2020) dient Dick Turpin als Vorbild für Mut und Kampfgeist.